# Basílica de sa Carrotja
La Basílica de sa Carrotja és un jaciment arqueològic corresponent a un edifici paleocristià destinat al culte, descobert el 1908 prop de Porto Cristo (Manacor) a Mallorca.
Tenia 23 metres de llargària per 10 d'amplària dividida en tres naus separades per columnes, s'hi va trobar un baptisteri de planta cruciforme. També conserva vestigis del lloc que devia ocupar l'altar, a l'església. A 'l entorn thi havia un cementiri on es van excavar diverses tombes, algunes amb mosaic com el d'Honòria. Presentava semblances constructives amb la Basílica de Son Peretó i, com en aquesta, se suposa que la construcció data de la darreria del segle v. Amb la urbanització de Porto Cristo, la basílica fou destruïda i actualment l'emplaçament és ocupat per edificis moderns i soterrada per carrers.

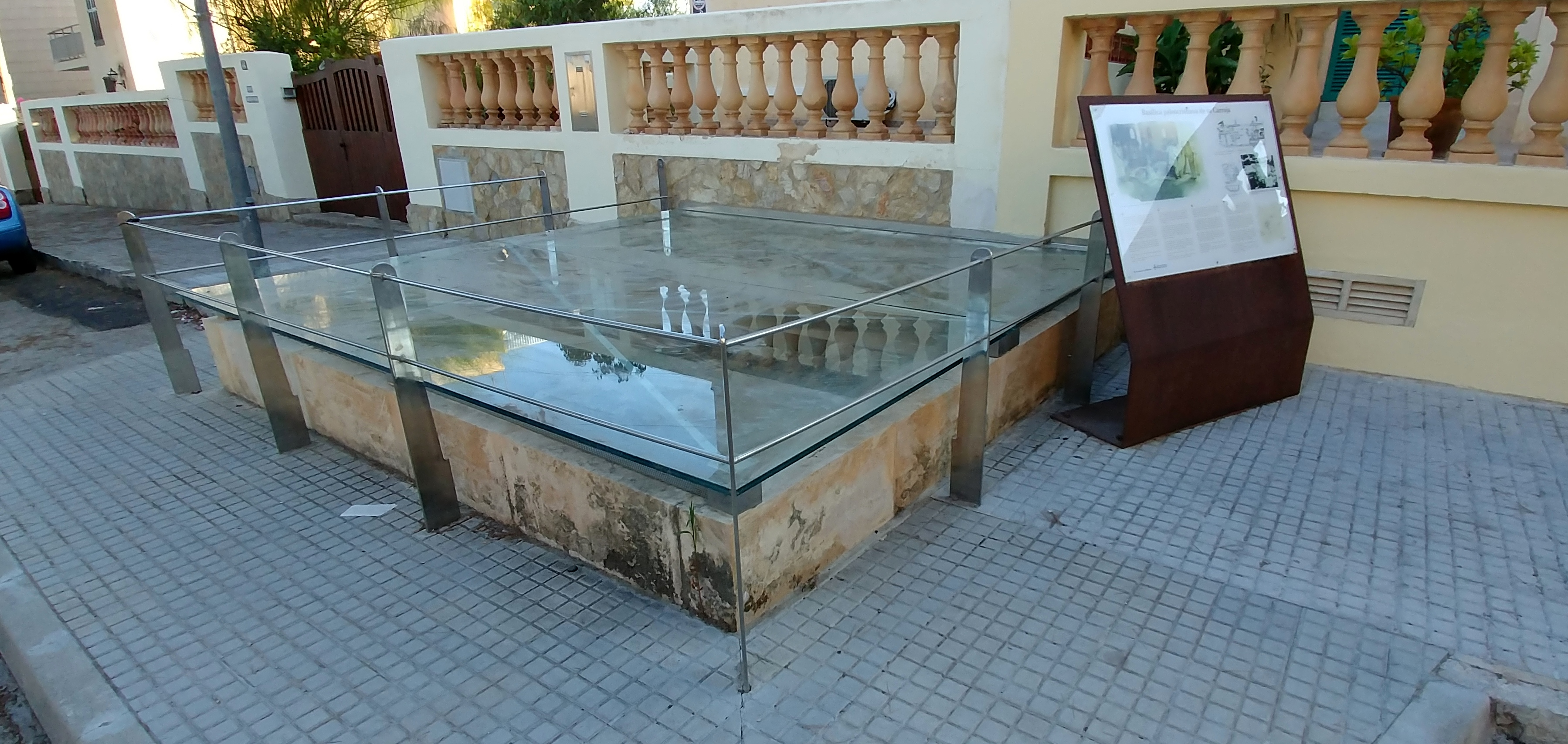
Vista general del que queda de la basílica a l'avinguda Juan Amer 44 de Portocristo

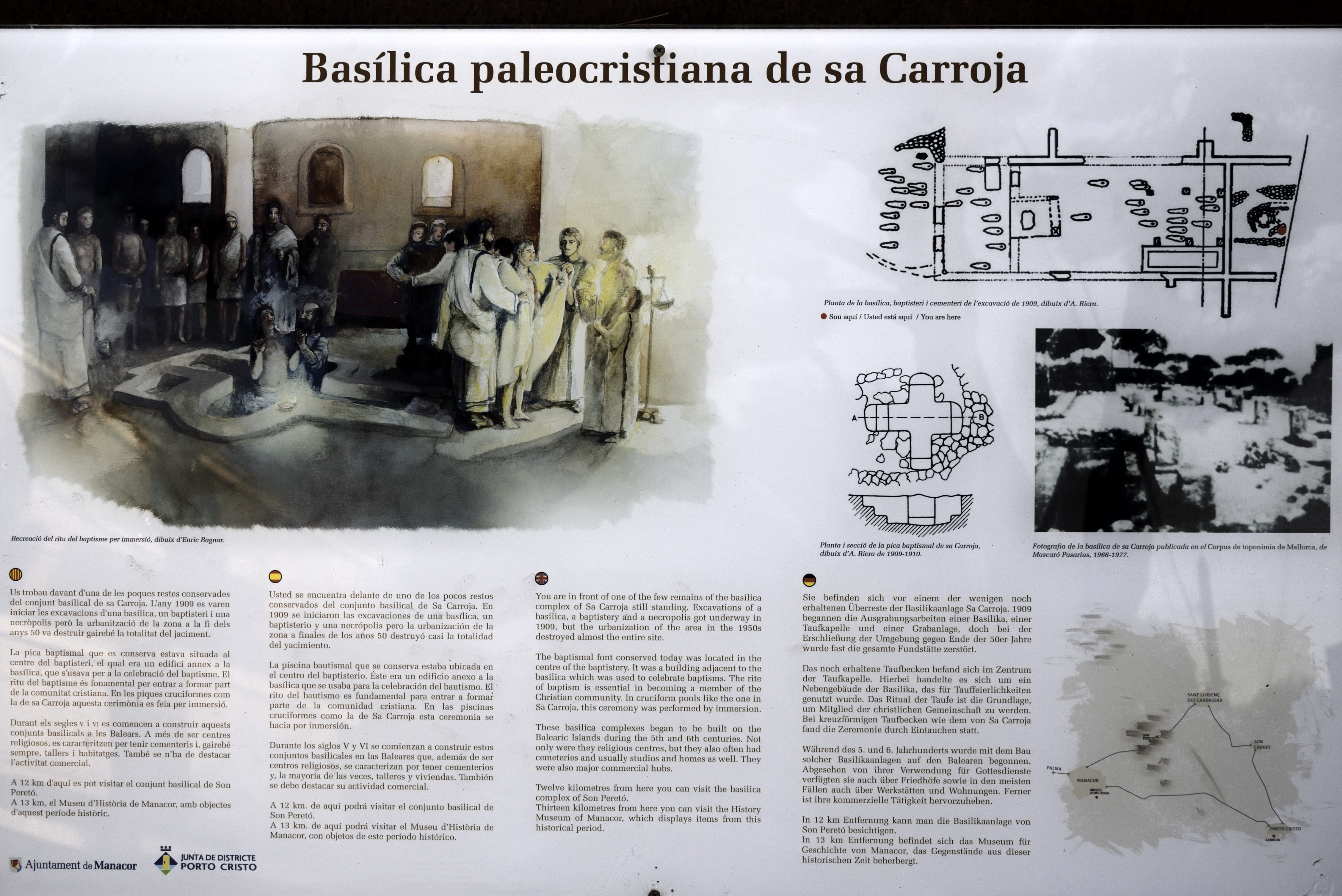
El cartell

Durant l'hivern de 1996-97, per qüestions d'obres a les xarxes d'aigua potable i de clavegueram es va fer una excavació d'urgència. Es va recuperar la pila baptismal que va ser restaurada i museïtzada. Es pot veure a la voravia de l'avinguda de Joan Amer darrere un vidre de seguretat i acompanyat d'un plafó explicatiu.